# Raid di Grierson
Il raid di Grierson è stata un'azione della cavalleria nordista guidata dal colonnello Benjamin Henry Grierson durante la campagna di Vicksburg della guerra di secessione americana come diversivo rispetto all'attacco del maggiore generale Ulysses S. Grant contro la città di Vicksburg.

## Contesto
Nei primi mesi del 1863 il generale nordista Grant aveva come obiettivo primario la conquista di Vicksburg, ultima roccaforte confederata sul fiume Mississippi. La conquista di Vicksburg avrebbe permesso agli unionisti di controllare il fiume, tagliando in due la confederazione. Nonostante gli enormi sforzi prodotti, la situazione per gli unionisti non si sbloccava da mesi e la cavalleria confederata aveva effettuato con successo numerosi raid che avevano creato problemi alle forze dell'unione stanziate nella zona. Per risolvere la situazione, il maggiore generale Charles Smith Hamilton elaborò un piano per distogliere l'attenzione delle forze confederate del generale Pemberton e costringerlo a togliere truppe dalla difesa di Vicksburg. Il piano prevedeva un'incursione da parte degli unionisti per molte miglia in territorio confederato, con l'obiettivo di tagliare le linee di comunicazione del nemico, attirare su di sé l'attenzione delle forze confederate stanziate a Vicksburg e tornare alla base. Tuttavia, Hamilton pretese con forza di ottenere il comando di questa operazione militare, dalla quale sperava di ottenere molta gloria, e la cosa non piacque ai vertici unionisti. Hamilton fu quindi costretto a dimettersi e il comando delle operazioni fu affidato al colonnello Benjamin Grierson, un ex insegnante di musica, al quale vennero affidati tre reggimenti di cavalleria (in seguito ridotti a due) per condurre la missione.

## Il raid
Grierson al comando del 6º e 7º reggimento di cavalleria dell'Illinois (un terzo reggimento fu rimandato alla base) diede vita ad una incursione entrata nella storia e non solo (a questa impresa si è ispirato il film Soldati a cavallo con John Wayne). Grierson e i suoi uomini cavalcarono per circa 600 miglia (quasi 970 km) in territorio nemico, dal Tennessee attraversarono lo Stato del Mississippi arrivando fino a Baton Rouge, in Louisiana. Durante il raid distrussero linee ferroviarie e convogli ferroviari, liberarono alcuni schiavi e diedero alle fiamme i magazzini delle forze armate sudiste senza che il comandante confederato John Clifford Pemberton, a corto di uomini e mezzi, potesse contrastarli efficacemente.